# Пер Калм
Пер Калм (швед. Pehr Kalm, Peter Kalm, фін. Pietari Kalm, лат. Petrus Kalm, 6 березня 1716 — 16 листопада 1779) — фінський (шведський) вчений, мандрівник, професор економіки у Королівській академії Або (Турку); один з «апостолів Ліннея». Отримав міжнародну популярність після виходу у світ книги, присвяченої експедиції у Північну Америку. Одним з перших займався акліматизацією екзотичних рослин у Північній Європі.

## Біографія
У квітні 1730 року Калм почав навчання у школі міста Вааса, а після її закінчення у 1735 році вступив у Королівську академію Або — єдиний на той час вищий навчальний заклад у Фінляндії. У 1740 році Калм поступив в Упсальський університет, де він, крім іншого, займався ботанікою під керівництвом великого шведського натураліста Карла Ліннея, а також астрономією під керівництвом Андерса Цельсія.
У 1747 році у Королівській академії Або (Турку) було засновано нову професуру — з економіки. Претендуючи на посаду, Калм писав, що «професор економіки може внести неоціненний вклад у здійснення заходів, пропонованих представниками станів та спрямованих на збільшення багатства Фінляндії». Отримавши посаду, в тому числі і за підтримки Карла Ліннея, Калм залишався в ній до своєї смерті у 1779 році.

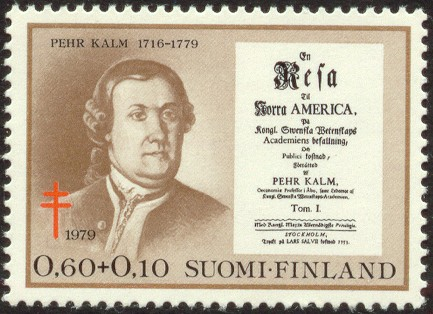
Поштова марка Фінляндії 1979 року, випущена у зв'язку із 200-річчям з дня смерті Пера Калма. Праворуч на марці відтворений титульний лист першого тому книги «Подорож у Північну Америку» — головної праці Калма

Призначення Калма на посаду професора економіки було частково пов'язано з організацією та фінансуванням давно запланованої шведської експедиції у Північну Америку. Експедиція розпочалася у жовтні 1747 року; назад в Стокгольм Калм повернувся тільки наприкінці травня 1751 року. Підготовка та публікація матеріалів експедиції йшли дуже повільно, у 1753–1761 роках вийшло три томи шведською мовою під назвою «Подорож в Північну Америку». Підготовку останнього, четвертого, тому Калм так і не закінчив, частина матеріалів згоріла під час пожежі у Королівській академії Або у 1827 році, вцілілі частини четвертого тому були опубліковані тільки у 1920 році.
Після повернення з експедиції Калм активно займався вирощуванням північноамериканських рослин з привезеного насіння, однак великих успіхів у цьому не досяг.
Під керівництвом Калма як професора економіки було опубліковано 146 академічних дисертацій, частину яких за звичаями того часу він написав сам. Велика частина цих дисертацій мала суто практичну спрямованість: обґрунтування необхідності поліпшення лісового господарства, створення ботанічного саду, лікування захворювань у тварин, утилізація бур'яну, можливість створення замінника кави. Деякі дисертації були присвячені опису міст і провінцій Фінляндії.
Член Шведської королівської академії наук (1745).

## Основні праці
- P. Kalms Mag. Doc. Västgötha och Bohusländska resa (1746)
- En resa till Norra Amerika Teil I–III (1753–1761)
- Flora fennica (1765)

## Почесті
Карл Лінней, вчитель Калма, назвав на честь свого учня рід північноамериканських красивоквітучих вічнозелених чагарників з родини Верескові (Ericaceae) — Кальмія. Один з видів цього роду, кальмію вузьколисту (Kalmia angustifolia), Калм привіз із своєї експедиції у Північну Америку та вирощував у Швеції.
На честь Кальмі також названо близько двох десятків видів рослин, такі таксони мають видові епітети kalmii. перелік таких таксонів можна знайти у базі даних International Plant Names Index (IPNI).
У 1940 році фінський астроном Люсі Отерма (перша жінка — доктор астрономії у Фінляндії) відкрила астероїд, пізніше названий в честь Пера Калма 2332 Кальм.
28 січня 2011 Монетний двір Фінляндії почав карбувати монету номіналом у 10 євро із зображенням Пера Калма (в рамках єдиної європейської серії «Європейські дослідники»). На аверсі монети зображена кальмія широколиста (Kalmia latifolia), на реверсі — напис APOSTOLUS LINNAEI («Апостоли Ліннея») та Пер Калм на фоні Ніагарського водоспаду.